# Liré
Liré ([liˈʁe] ⓘ) ist eine Ortschaft und ehemalige französische Gemeinde mit 2516 Einwohnern (Stand: 1. Januar 2022) im Département Maine-et-Loire in der Region Pays de la Loire. Sie gehörte zum Arrondissement Cholet. Die Einwohner werden Liréens und Liréennes genannt.
Der Erlass der Präfektin vom 23. November 2015 legte mit Wirkung zum 15. Dezember 2015 die Eingliederung von Liré als Commune déléguée zusammen mit den früheren Gemeinden Champtoceaux, Bouzillé, Drain, Landemont, La Varenne, Saint-Christophe-la-Couperie, Saint-Laurent-des-Autels, und Saint-Sauveur-de-Landemont zur Commune nouvelle Orée d’Anjou fest.

## Geografie

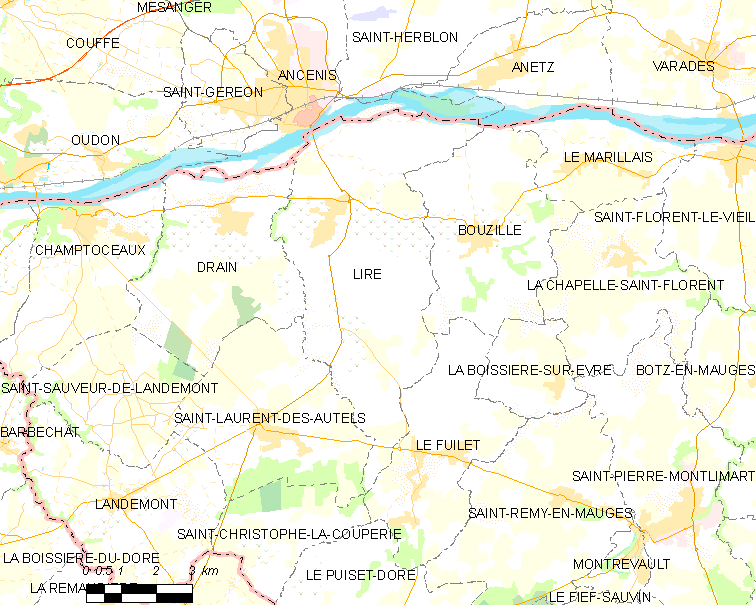
Karte von Liré

Liré liegt etwa 49 Kilometer westsüdwestlich von Angers, etwa 38 Kilometer nordwestlich von Cholet und etwa 32 Kilometer nordöstlich von Nantes an der Grenze zum benachbarten Département Loire-Atlantique. Der Ort befindet sich in der Région naturelle der Mauges, Teil der historischen Provinz des Anjou.
Liré befindet sich an den südöstlichen Ausläufern des Armorikanischen Massivs mit seinem Ortszentrum auf einer leichten Anhöhe etwa zwei Kilometer südlich des linken Ufers der Loire. Der Ort wird außerdem entwässert vom Ruisseau des Robinets, der ihn ihm Westen begrenzt, sowie von kleineren Fließgewässern.
Der Bodenrelief zeigt eine hügelige Landschaft auf einer Hochebene, mit einer höchsten Erhebung von 105 m an ihrer Südspitze. Das Ortszentrum liegt auf etwa 57 m.
Umgeben wird Liré von drei Nachbargemeinden und vier Communes déléguées von Orée d’Anjou:
|                                         | Ancenis-Saint-Géréon (Loire-Atlantique)     | Vair-sur-Loire (Loire-Atlantique) |
| Drain (Orée d’Anjou)                    | Kompassrose, die auf Nachbargemeinden zeigt | Bouzillé (Orée d’Anjou)           |
| Saint-Laurent-des-Autels (Orée d’Anjou) | Saint-Christophe-la-Couperie (Orée d’Anjou) | Montrevault-sur-Èvre              |

## Geschichte
Frühere Formen des Ortsnamens waren Liriacus (1070), Lire (1100).
Anhand der Funde scheint es plausibel, dass die ersten Siedlungen unterhalb der Hügelkette und näher am Loire-Ufer an den heutigen Weilern Le Fourneau und Les Léards existierten. Es wurden römische Münzen aus dem dritten Jahrhundert der Kaiser Postumus und Tetricus I. bzw. eine römische Münze des Kaisers Antoninus Pius und Fragmente von Tongefäßen und Ziegelsteine entdeckt.
Gegen 1070 wurde von Archambaud, dem Seigneur von Liré, ein Priorat für Mönche des Klosters Marmoutier gestiftet. Seine Kirche war Martin von Tours gewidmet, die die Stelle des heutigen Orts bestimmte. Ab 1221 regelte eine Charta von Mathieu, dem Seigneur von Liré, die Aufteilung der Rechte der Mönche, des Seigneurs und der Bewohner von Liré. 1433 siedelte der Prior nach Ancenis über und das Priorat fiel auf eine Kommende zurück.
Das Lehen von Liré war abhängig von Champtoceaux, Es gehörte einer Familie gleichen Namens bis 1228, als es an Jean d’Avoir zweifellos über eine Heirat fiel. Die Familie Avoir erlöschte am Ende des 14. Jahrhunderts. Das Gebiet wurde vor 1437 an die Familie Chabot weitergegeben, die auch Gonnord besaßen. Renée Chabot brachte Liré und Gonnard an Jean du Bellay. Ihr ältester Sohn, René, verwendete das Vermögen der Familie. Ihr zweiter Sohn, Joachim, war der berühmte Dichter. Ab dem 15. Jahrhundert gehörte auch das Dorf um die Burg La Turmelière zum Lehen.
Im 18. Jahrhundert gehörte die Pfarrgemeinde zum Bistum Nantes, zum Dekanat Clisson, zur Élection, Sénéchaussée und Présidial von Angers sowie zum Einzugsgebiet der Gabelle von Saint-Florent-le-Vieil.
Nach der Zweiten Schlacht bei Cholet 1793 während des Aufstands der Vendée überquerten die Aufständischen die Loire, ein Teil von ihnen beim Weiler Les Léards. Im Februar 1794 erschienen die Höllenkolonnen und verwüsteten Liré. Das Archiv des Pfarrers von Liré listet 200 Gewaltopfer.

## Bevölkerungsentwicklung
| Liré: Einwohnerzahlen von 1793 bis 2020                                                                                    | Liré: Einwohnerzahlen von 1793 bis 2020 | Liré: Einwohnerzahlen von 1793 bis 2020 | Liré: Einwohnerzahlen von 1793 bis 2020 | Liré: Einwohnerzahlen von 1793 bis 2020 |
| --- | --------------------------------------- | --------------------------------------- | --------------------------------------- | --------------------------------------- |
| Jahr |                                         |                                         |                                         | Einwohner                               |
| 1793 | 1793                                    |                                         | 2.215                                   | 2.215                                   |
| 1800 | 1800                                    |                                         | 1.463                                   | 1.463                                   |
| 1806 | 1806                                    |                                         | 1.576                                   | 1.576                                   |
| 1821 | 1821                                    |                                         | 1.923                                   | 1.923                                   |
| 1831 | 1831                                    |                                         | 2.019                                   | 2.019                                   |
| 1836 | 1836                                    |                                         | 2.031                                   | 2.031                                   |
| 1841 | 1841                                    |                                         | 2.059                                   | 2.059                                   |
| 1846 | 1846                                    |                                         | 2.207                                   | 2.207                                   |
| 1851 | 1851                                    |                                         | 2.220                                   | 2.220                                   |
| 1856 | 1856                                    |                                         | 2.265                                   | 2.265                                   |
| 1861 | 1861                                    |                                         | 2.310                                   | 2.310                                   |
| 1866 | 1866                                    |                                         | 2.473                                   | 2.473                                   |
| 1872 | 1872                                    |                                         | 2.481                                   | 2.481                                   |
| 1876 | 1876                                    |                                         | 2.261                                   | 2.261                                   |
| 1881 | 1881                                    |                                         | 2.196                                   | 2.196                                   |
| 1886 | 1886                                    |                                         | 2.205                                   | 2.205                                   |
| 1891 | 1891                                    |                                         | 2.173                                   | 2.173                                   |
| 1896 | 1896                                    |                                         | 2.143                                   | 2.143                                   |
| 1901 | 1901                                    |                                         | 2.103                                   | 2.103                                   |
| 1906 | 1906                                    |                                         | 2.148                                   | 2.148                                   |
| 1911 | 1911                                    |                                         | 2.026                                   | 2.026                                   |
| 1921 | 1921                                    |                                         | 1.675                                   | 1.675                                   |
| 1926 | 1926                                    |                                         | 1.674                                   | 1.674                                   |
| 1931 | 1931                                    |                                         | 1.672                                   | 1.672                                   |
| 1936 | 1936                                    |                                         | 1.659                                   | 1.659                                   |
| 1946 | 1946                                    |                                         | 1.683                                   | 1.683                                   |
| 1954 | 1954                                    |                                         | 1.891                                   | 1.891                                   |
| 1962 | 1962                                    |                                         | 1.806                                   | 1.806                                   |
| 1968 | 1968                                    |                                         | 1.935                                   | 1.935                                   |
| 1975 | 1975                                    |                                         | 2.045                                   | 2.045                                   |
| 1982 | 1982                                    |                                         | 2.159                                   | 2.159                                   |
| 1990 | 1990                                    |                                         | 2.140                                   | 2.140                                   |
| 1999 | 1999                                    |                                         | 2.154                                   | 2.154                                   |
| 2006 | 2006                                    |                                         | 2.349                                   | 2.349                                   |
| 2013 | 2013                                    |                                         | 2.494                                   | 2.494                                   |
| 2020 | 2020                                    |                                         | 2.500                                   | 2.500                                   |
| Quelle(n): EHESS/Cassini bis 1999, INSEE ab 2006 Anmerkung(en): Ab 1962 offizielle Zahlen ohne Einwohner mit Zweitwohnsitz |                                         |                                         |                                         |                                         |

Der Bevölkerungsrückgang am Ende des 18. und zu Beginn des 19. Jahrhunderts ist eine Folge der Unruhen im Rahmen des Aufstands der Vendée.

## Sehenswürdigkeiten
- Menhire
- Pfarrkirche Notre-Dame, 1822 erbaut
- Kapelle Beaulieu
- Ruinen der Burg Turmelière, Ruine aus dem 13. Jahrhundert, im 16./17. Jahrhundert letztmals umgebaut, seit 1941 als Monument historique eingeschrieben
- Heutiges Schloss Turmelière, 1887 errichtet
- Museum Joachim du Bellay

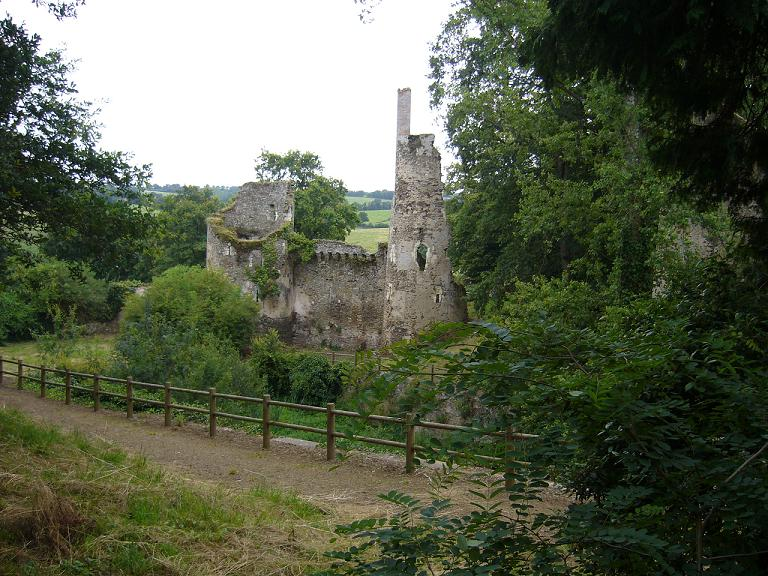
Burgruine Turmelière
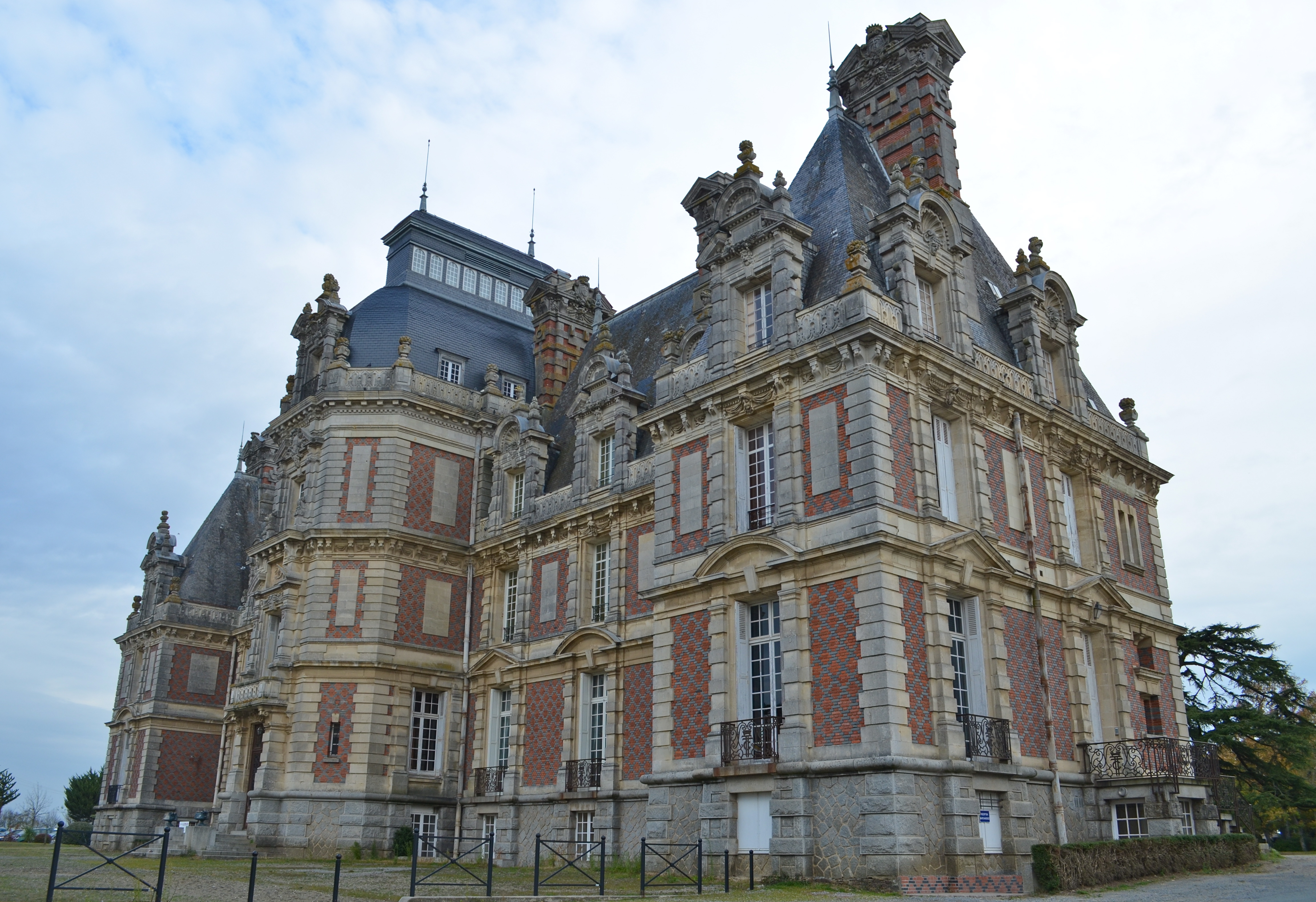
Heutiges Schloss Turmelière
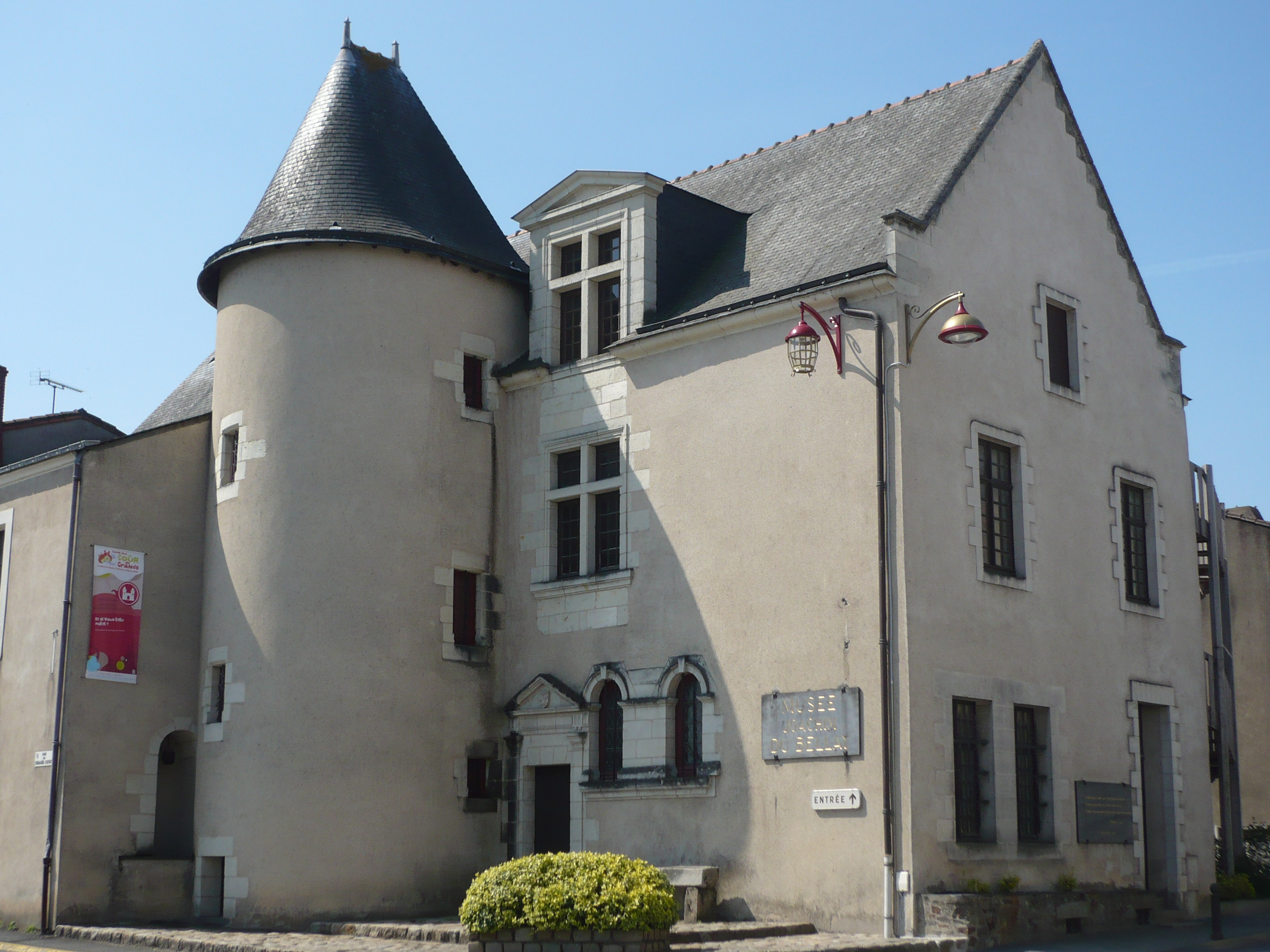
Museum Joachim du Bellay

## Persönlichkeiten
- Joachim du Bellay (1522–1560), auf Schloss Turmelière geboren, Lyriker. In seinem Gedicht "Heureux qui comme Ulysse" besingt er die Schönheit der Heimat im Vergleich zu Rom, wo er sich 1553–1557 vier Jahre lang aufgehalten hatte:

„"Mir gefällt die Burg von meiner Ahnen Händen / mehr als Römervillen mit ihren stolzen Wänden, / mehr als harter Marmor sagt mir zarter Schiefer zu, / mehr mein gallischer Loir als der lateinische Tiber, / nicht den Palatin, Liré, das kleine, hab ich lieber,/ lieber als Meeresbrisen die süßen Düfte von Anjou."“

## Belege
1. ↑  Recueil spécial des actes administratifs de la préfecture. (PDF) Département Maine-et-Loire, 25. November 2015, S. 15–17, abgerufen am 20. August 2025 (französisch).
2. ↑  Célestin Port, Seiten 371–372
3. ↑  Notice Communale Liré. EHESS, abgerufen am 20. August 2025 (französisch).
4. ↑  Populations légales 2006 Commune de Liré (49177). INSEE, abgerufen am 20. August 2025 (französisch).
5. ↑  Populations légales 2013 Commune de Liré (49177). INSEE, abgerufen am 20. August 2025 (französisch).
6. ↑  Populations légales 2020. INSEE, abgerufen am 20. August 2025 (französisch).
7. ↑  Text mit deutscher Übersetzung